# Наш русский фронт
«Наш русский фронт» (англ.: Our Russian Front) — американский документальный фильм 1942 года режиссёров Йориса Ивенса и Льюиса Майлстоуна.

## Фильм
Созданный с использованием кадров, снятых советскими фронтовыми кинооператорами и кинодокументалистами, и архивных кадров Аверелла Гарримана, Иосифа Сталина и Семена Тимошенко, фильм был смонтирован в США. Закадровый текст читает актёр Уолтер Хьюстон.
Кадров боевых действий немного, фильм, в основном показывал кадры из тыловой жизни: ополченцы собираются для обучения, партизаны собираются на задание, спешный сбор на полях урожая зерна, старые казаки возвращаются в седло, женщины заменяют мужчин на тракторах и на фабриках.
Рецензент газеты «Нью-Йорк таймс» отметил, что фильм был картиной тотальной войны, от штыков и снарядов на передовой до усилий крестьян, рабочих и ученых, изо всех сил пытающихся поддержать военные усилия, поделившись, что в таких обстоятельствах «в этой войне нет „некомбатантов“».

## О фильме
Фильм был снят при поддержке Общества помощи России в войне с целью пропаганды поддержки со стороны США усилий СССР в войне с нацизмом.
Был подготовлен ещё осенью 1941 года, до того, как США вступили во Вторую мировую войну, но Голливуд несколько месяцев затягивал выпуск фильма, из него изымались любые намёки на необходимость открытия «второго фронта», однако, он был спешно завершён через несколько недель после нападения Японии на Перл-Харбор.
Фильм вышел на экраны в феврале 1942 года, премьера состоялась в кинотеатре Rialto Theatre на Таймс-сквер в Нью-Йорке, фильм демонстрировался более 20 часов в день и побил все предыдущие рекорды кассовых сборов в этом кинотеатре.
Рецензент газеты «Нью-Йорк таймс» сообщал, что «величайшая битва в истории» была собрана Льюисом Майлстоуном и Йорисом Ивенсом в «лаконичный современный документ», но фильм не получил широкой популярности и известности по сравнению с «великими документальными фильмами», потому что его комментарии были скучными, и в нём была предпринята попытка вместить слишком много информации в течение 40 минут.
Это был один из наиболее важных просоветских документальных фильмов, снятых в Голливуде, наряду с фильмом «Битва за Россию».